# Pinky Violence
Pinky Violence (en Español: Violencia Rosa) es un subgénero cinematográfico de acción de origen japonés. Este surgió a finales de los años 60 y tuvo su mayor fuerza en los años 70. El subgénero se encuentra delimitado por una serie de normas y características fundamentales, entre ellas: siempre están protagonizadas por mujeres jóvenes, las tramas están relacionadas con guerrillas o bandas callejeras, se muestran asesinatos y/o cualquier otro tema en el que se recurra a la violencia.
En este tipo de películas destacan films como Blossoming Night Dreams o Stray cat Rock, entre otras muchas.
Una de las musas más representantes en este movimiento es Reiko Oshida, protagonista del clásico Okatsu The Fugitive. Sin embargo, algunos críticos han reservado el término "Pinky Violence" para las películas de sexo japonesas producidas y distribuidas por estudios independientes más pequeños como OP Eiga, Shintōhō Eiga, Kokuei y Xces. En este sentido más estricto, la serie Roman Porno de Nikkatsu, la serie Pinky Violence de Toei Company y las películas de Tokatsu distribuidas por Shochiku no se incluirían ya que estos estudios tienen redes de distribución mucho más grandes.
Las películas rosas se hicieron tremendamente populares a mediados de la década de 1960 y dominaron el cine doméstico japonés hasta mediados de la década de 1980.